# SN 2006jm
SN 2006jm – supernowa typu Ia odkryta 29 września 2006 roku w galaktyce A225412+0103. W momencie odkrycia miała maksymalną jasność 22,80m.